# 752
752(칠백오십이)는 751보다 크고 753보다 작은 자연수다.

## 수학
- 합성수로, 그 약수는 총 10개다. (1, 2, 4, 8, 16, 47, 94, 188, 376, 752)
  - 752의 진약수의 합은 736이므로, 752는 부족수다.
- {\displaystyle 95^{2}-1}은 752로 나누어떨어진다.

## 과학
- NGC 752(영어판): 안드로메다자리 방향에 있는 산개성단.

## 교통

### 항공
- 우크라이나 국제항공 752편 격추 사건 (2020년)

### 철도
- 서울 지하철 7호선 부천종합운동장역의 역번호.

### 도로
- 현도 제752호선

## 군사
- 752 비행대대(영어판): 포르투갈 공군의 비행대대.
- 752 해군 항공대(영어판): 과거 존재한 영국의 해군 항공대.
- U-752(영어판, 독일어판): 제2차 세계 대전에 사용된 나치 독일의 군용 잠수함.

## 문화유산
- 대한민국의 보물 제752호: 감지금니대방광불화엄경입불사의해탈경계보현행원품

## 기타
- 연도: 752년, 기원전 752년